# Tonalizm

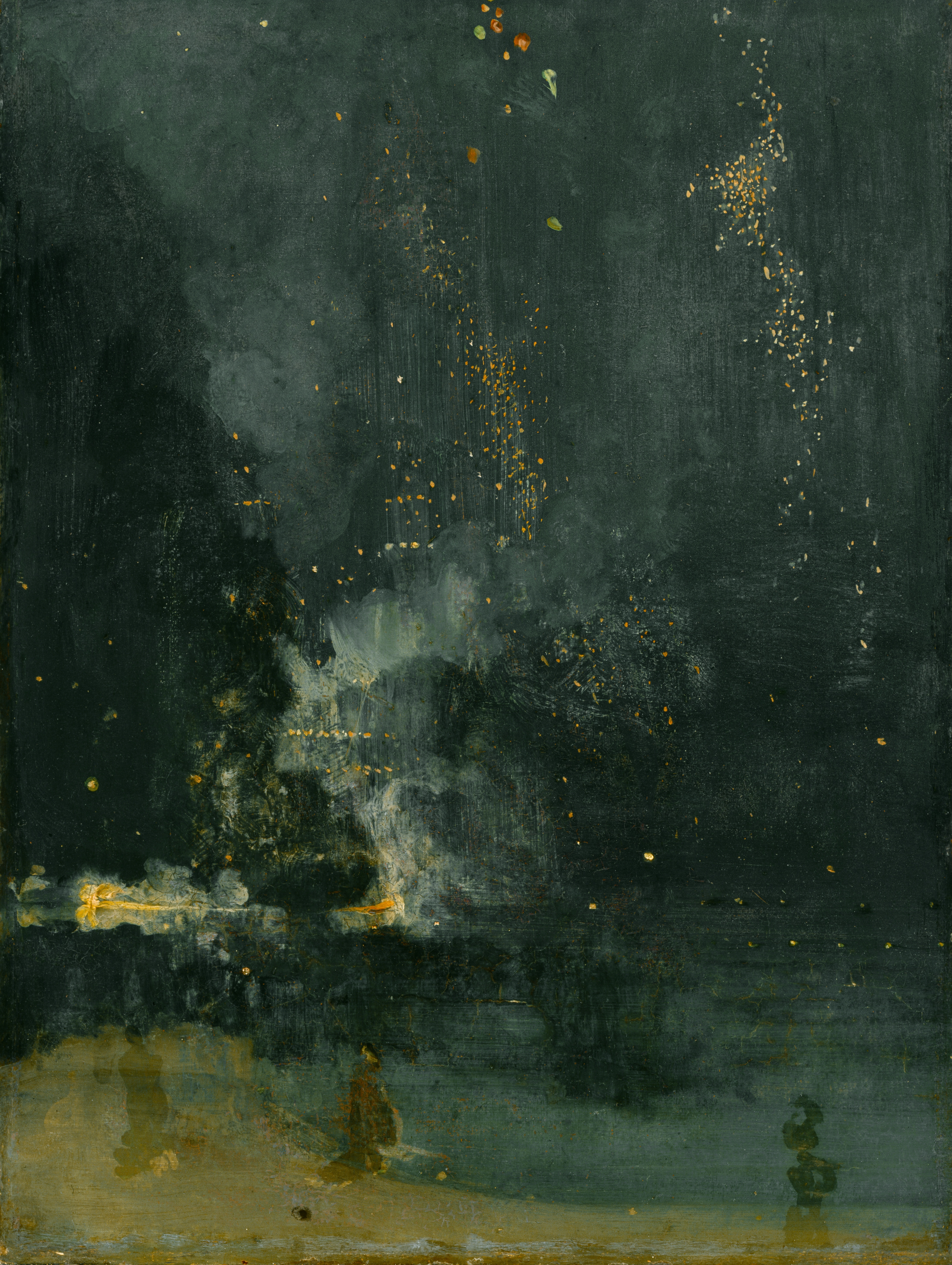
James McNeill Whistler, Nokturn w czerni i w złocie – spadająca raca, 1872–1877, Detroit Institute of Arts

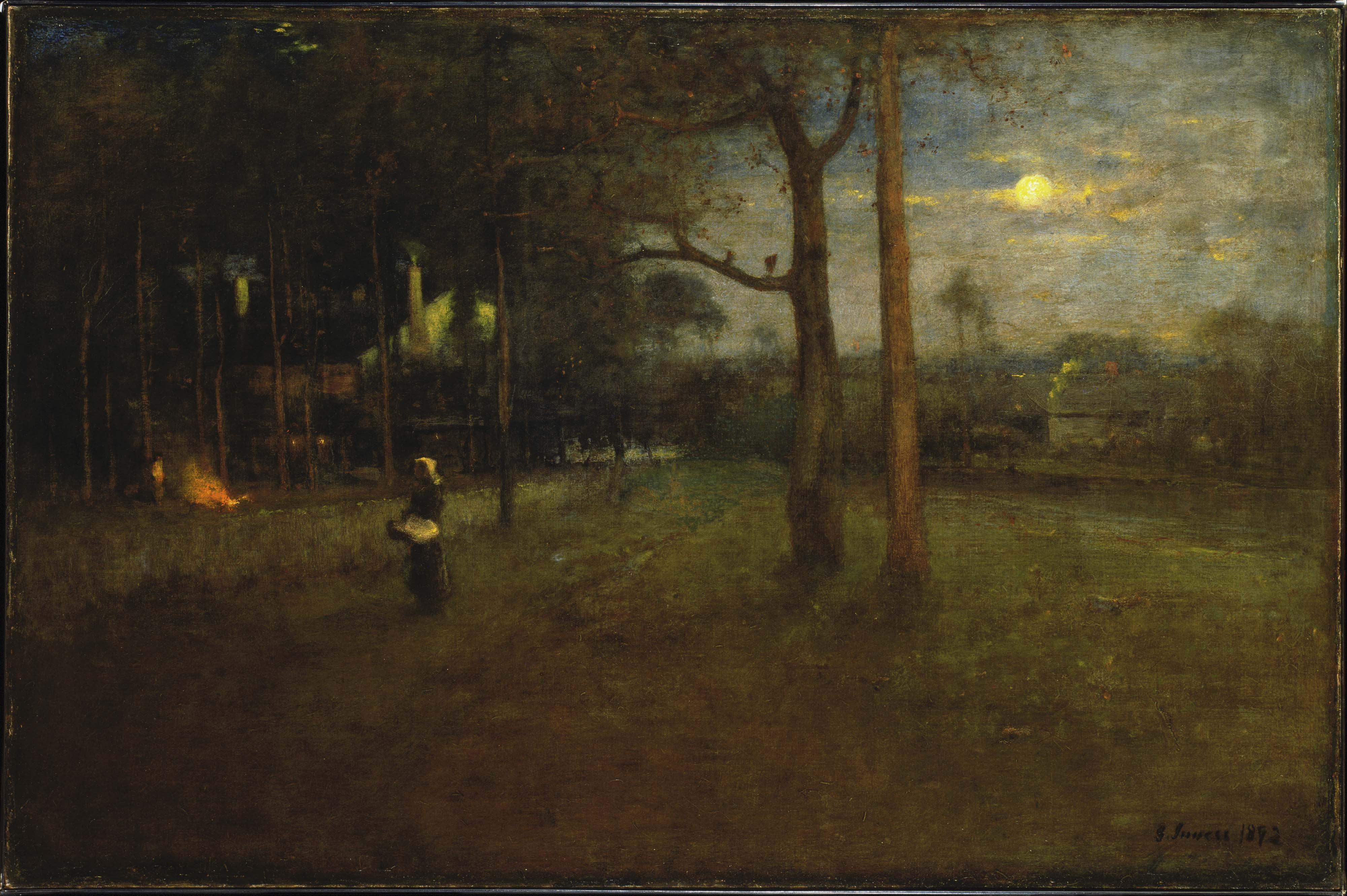
George Inness, Światło księżyca, 1892, Phillips Collection

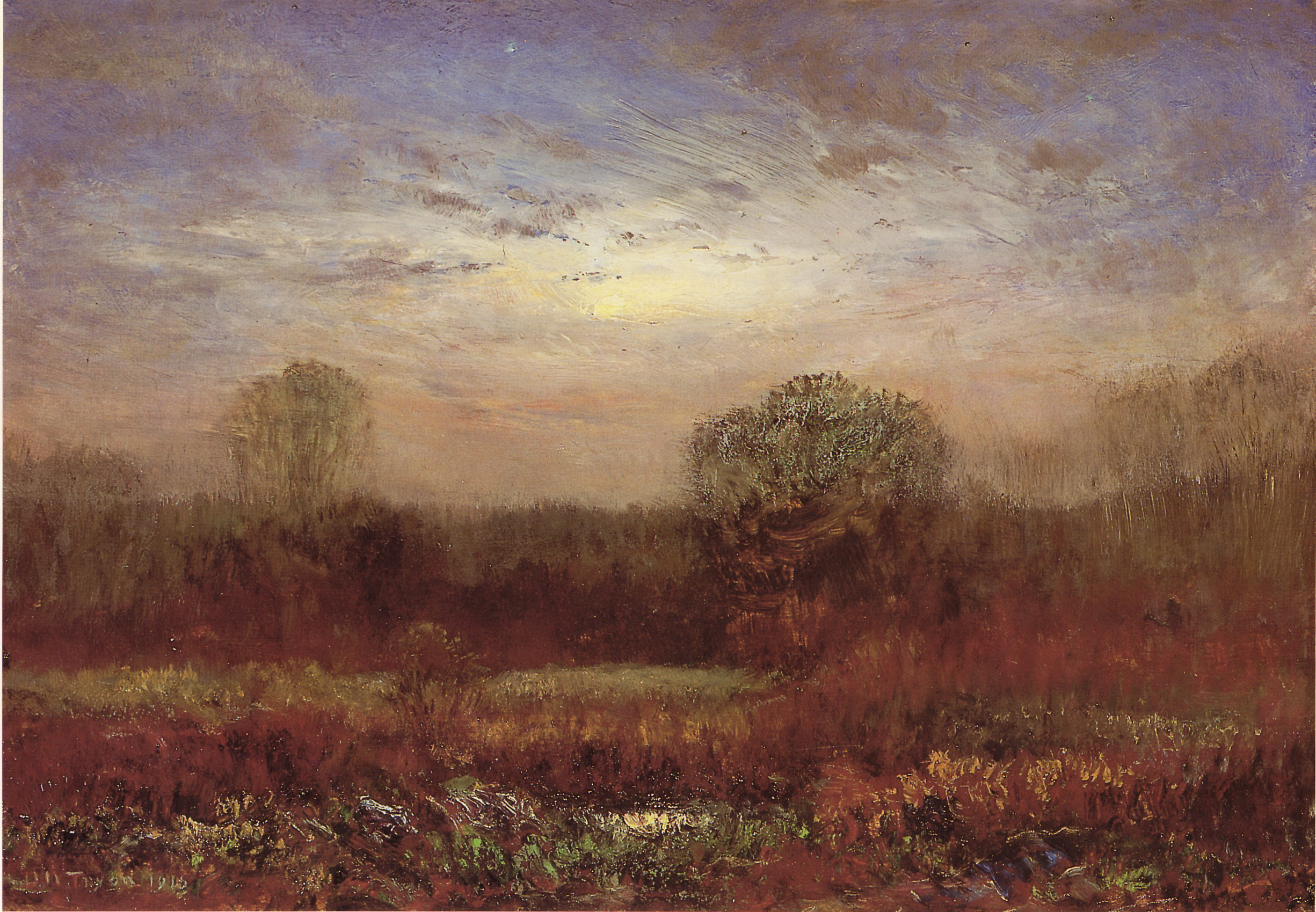
Dwight William Tryon, Jesienna noc, 1916

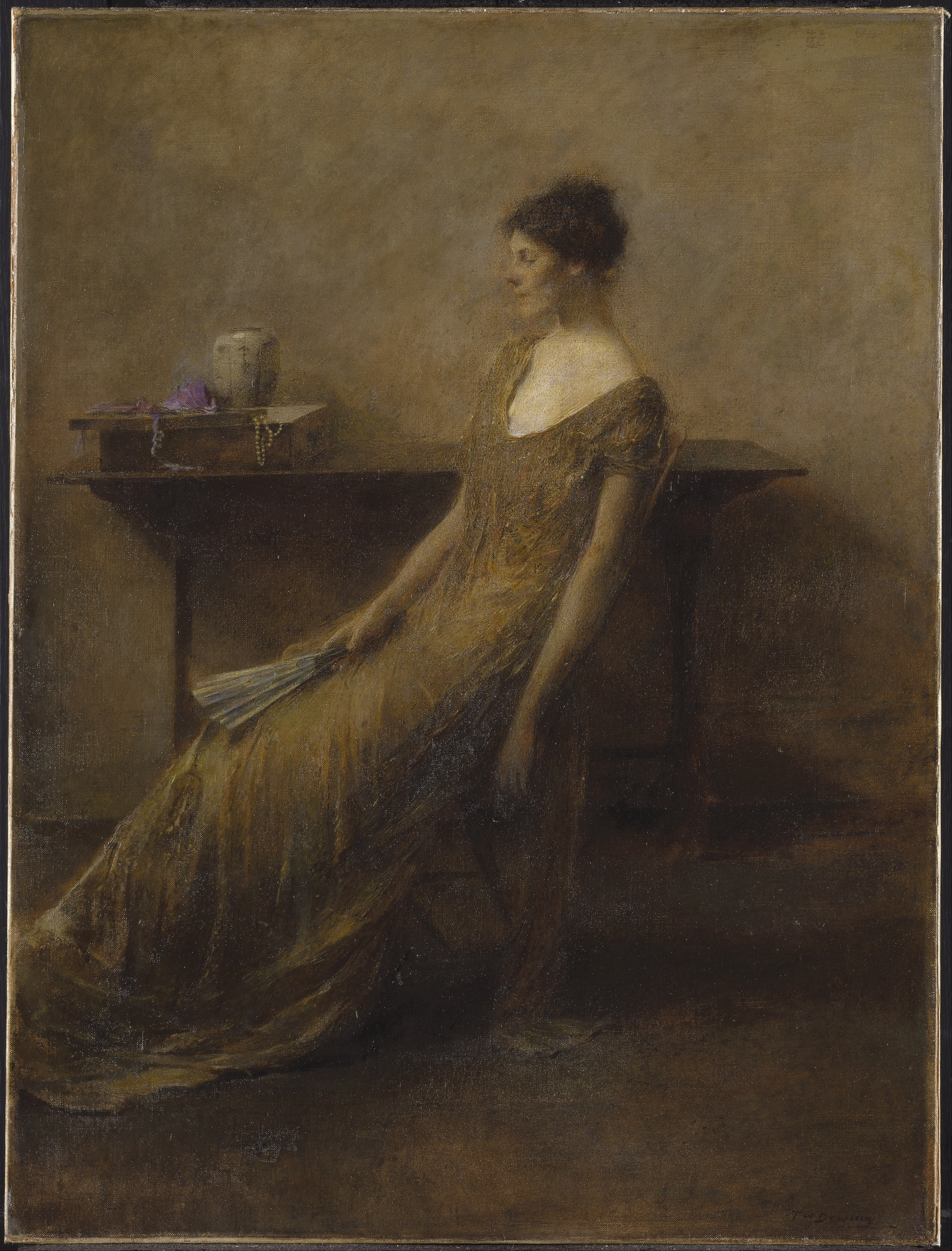
Thomas Dewing, Dama w złocie, 1912, Brooklyn Museum

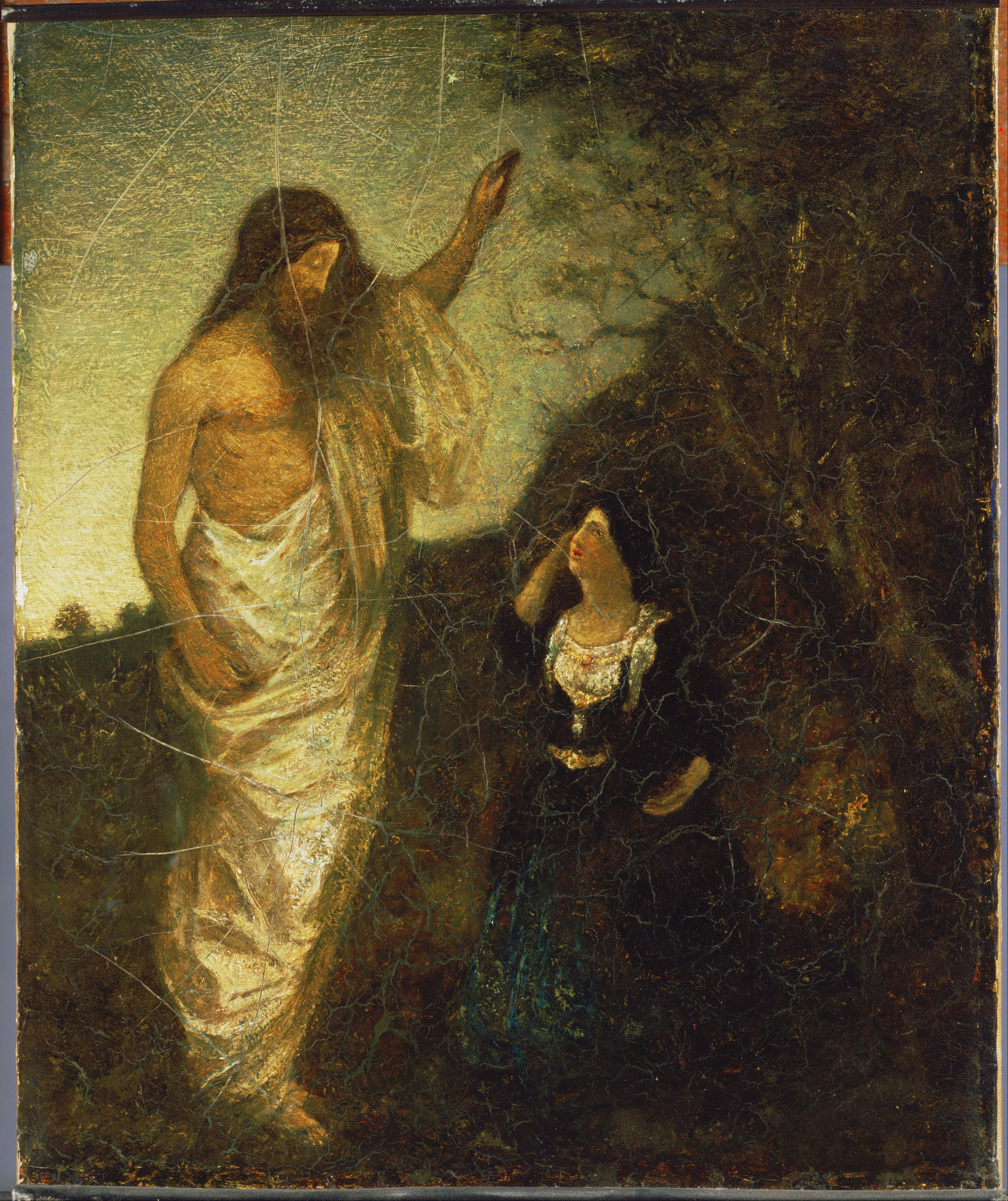
Albert Pinkham Ryder, Zmartwychwstanie, 1885, Phillips Collection

Tonalizm – ruch artystyczny panujący w malarstwie amerykańskim od lat 80. XIX wieku do lat 20. XX wieku, stworzony zasadniczo pod wpływem dokonań szkoły z Barbizon oraz estetyzmu Jamesa McNeilla Whistlera. Malarstwo tonalistyczne, skupione na pejzażu, nacechowane mistycyzmem, operujące ciemnymi, stonowanymi barwami pozostawało w opozycji do impresjonizmu, używającego jasnych barw i specjalnej techniki malarskiej, stosowanej dla oddania efektów światła słonecznego. Główni twórcy tonalistyczni to George Inness, James McNeill Whistler, Henry Ward Ranger, Albert Pinkham Ryder, John Henry Twachtman, Ralph Albert Blakelock, bracia Lovel Birge Harrison i Thomas Alexander Harrison, Julian Alden Weir i Dwight William Tryon. Artystą, którego twórczość nosi wpływy zarówno impresjonizmu jak i tonalizmu, jest Thomas Dewing.

## Historia
Tonalizm, specyficzny styl nastrojowego malarstwa pejzażowego, miał w latach 80. XIX wieku sporą rzeszę zwolenników wśród artystów amerykańskich. Był raczej zjawiskiem niż ruchem w sztuce amerykańskiej, konwergencją stylów występujących w latach 80.; nazwę otrzymał w połowie następnej dekady. Obrazy tonalistyczne malowane były miękkimi pociągnięciami pędzla i przy użyciu stonowanej, zharmonizowanej i przyciemnionej palety. Nowe pokolenie artystów tonalistycznych, w większości urodzonych po roku 1845, z których wielu praktykowało w Paryżu i Monachium, zerwała z dominacją artystów Hudson River School i ich dużymi, pełnymi szczegółów, panoramicznymi przedstawieniami amerykańskich krajobrazów. Wiele prądów i wpływów zasiliło wzrastające zapotrzebowanie na bardziej intymny, poetycki i wyrazisty styl sztuki pejzażu, odwołujący się do emocji, charakteryzujący się miękkimi konturami i szerokim zakresem barw.
Tonalizm czerpał z dwóch głównych nurtów. Pierwszy z nich stanowili amerykańscy zwolennicy francuskiej szkoły z Barbizon, w tym George Inness i jego uczniowie, oraz tacy malarze jak William Morris Hunt i John La Farge. W swej twórczości używali oni palety neutralnej, złożonej głównie z zimnych barw: zielonej, niebieskiej, fiołkowo-różowej i fioletowej, z delikatną domieszką różnych odcieni szarości, starannie cieniowanymi w celu uzyskania tonacji dominującej.
Drugi nurt stanowili zwolennicy angielskiego estetyzmu, widocznego w twórczości osiadłego w Europie amerykańskiego malarza Jamesa McNeilla Whistlera. Korzystając z estetyzmu, a zwłaszcza z dorobku Whistlera, całe pokolenie amerykańskich malarzy opanowało formalną technikę kompozycyjną i strategię dekoracyjną opartą na uogólnionym odcieniu (osiąganym przez neutralne gruntowanie płótna), nabierając przy tym fundamentalnego przekonania, że obraz powinien wyrażać nastrój, a nie być sentymentalną czy dydaktyczną narracją. Niektóre dzieła tonalistów nosiły również wpływ symbolizmu, francuskiego ruchu literacko- artystycznego, który przedkładał wyimaginowane i psychologiczne doświadczenia nad rzeczywistość. 
Obok wpływów europejskich ważne dla rozwoju tonalizmu były też wizjonerskie płótna twórców amerykańskich takich jak Albert Pinkham Ryder i Ralph Albert Blakelock, z których każdy, bez korzystania z osiągnięć zagranicznych szkół, wypracował niepowtarzalny styl i romantyczną tematykę (wkrótce powszechnie naśladowane). 
Choć mający europejskie korzenie, tonalizm był uważany za styl z gruntu amerykański i był postrzegany jako patriotyczny. Został on zdefiniowany długo po tym, jak jego przedstawiciele ugruntowali swoją pozycję. W zasadzie nastąpiło to po śmierci George’a Innessa w 1894 roku, kiedy tonalizm doszedł do głosu dzięki pejzażom Henry’ego Warda Rangera. 
Od lat 90. XIX wieku tonalizm był - podobnie jak impresjonizm – stylem uznanym przez krytyków i kolekcjonerów. Oba style traktowane były jeśli nie jako konkurencyjne, to z pewnością jako różne pod względem estetyki. Tonalizm był zasadniczo sztuką pejzażu: stonowanego, głębokiego i uduchowionego. Impresjonizm także koncentrował się na pejzażu, ale zawierał bardziej kosmopolityczny i narracyjny motyw, włączając postać, i stosował jasne tonacje i urywane ruchy pędzla dla uchwycenia migotliwych efektów światła słonecznego. Estetyki tych dwóch stylów nie wykluczały się wzajemnie, a artyści obu obozów swobodnie korzystali z osiągnięć strony przeciwnej; tak więc tonalizm został przyswojony przez czołowych amerykańskich impresjonistów, a ze swymi często niejednoznacznymi formami i tematyką nawet antycypował abstrakcję. Przykładem jest tu Thomas Dewing, często zaliczany do impresjonistów z powodu figuratywnej tematyki swych prac, ale też zdecydowanie należący szkoły tonalistycznej, będąc następcą raczej Degasa niż Moneta.
W 1914 roku pejzaż tonalistyczny był już na tyle zakorzeniony w twórczości artystów amerykańskich, że malarzy tonalistycznych określano jako grupę lub szkołę (Tonal School), którą kierował pejzażysta i nauczyciel Henry Ward Ranger. Tonalizm jako ruch i szkoła malarstwa pejzażowego przetrwał do lat 20. XX wieku i wywarł decydujący wpływ na artystów ze Stieglitz Circle jak John Marin i Marsden Hartley, a w latach późniejszych inspirował modernistów: Miltona Avery, a nawet Jacksona Pollocka, którego uwagę zwróciła romantyczna abstrakcja obrazów Alberta Pinkhama Rydera. Do dziedzictwa amerykańskiego tonalizmu odwołują się również współcześni artyści amerykańscy, jak Wolf Kahn, Russell Chatham czy April Gornik.

## Charakterystyka
Preferowane przez tonalistów motywy to świt lub zmierzch, nadciągająca mgła i światło księżyca, gdzie atmosfera jawi się zarówno jako namacalna jak i przywołująca stan poezji i medytacji. Tacy artyści jak John Henry Twachtman i Henry Ward Ranger stosowali techniki zaczerpnięte z europejskiej sztuki pejzażu, zwłaszcza od artystów szkoły haskiej (Jozef Israëls i Anton Mauve), z naciskiem na swojskie krajobrazy, skąpane w srebrzystym świetle. Pod wpływem francuskiego dorobku, zwłaszcza z prac Jules’a Bastien-Lepage’a amerykańscy emigranci, jak bracia Lovel Birge i Thomas Alexander Harrisonowie oraz Julian Alden Weir rozwinęli zamiłowanie do naturalnych zjawisk atmosferycznych (połączonych z wyrazistym rysunkiem) oraz do stosowania wysokich horyzontów, aby radykalnie skupić uwagę widza na temacie pierwszego planu. W zestawie tonalistycznych efektów ważną rolę zaczęła odgrywać technika satynowania, kładzenia cienkich warstw pigmentu zawieszonych w oleju lub lakierze. Za część tradycji tonalizmu uznana została również technika sfumato, sięgająca swymi korzeniami weneckiego malarstwa renesansowego. Wibracja barw, dzięki zastosowaniu ciepłych barw podporządkowanych i chłodnych barw dominujących, była powszechnie stosowana i nauczana przez tonalistów, jak Birge Harrison i jego uczniowie w Art Students League w Woodstock w stanie Nowy Jork. W swojej wpływowej książce na temat malarstwa pejzażowego Harrison podkreślał dziedzictwo artystów angielskich (John Constable i John Crome), a zwłaszcza stosowane przez nich załamania lub gry barw sąsiadujących. Pod względem tonalistycznej tematyki i wizji pejzaże takich artystów jak Ralph Albert Blakelock i Albert Pinkham Ryder okazały się kluczowe, jeśli chodzi o rozwój wyraźnie romantycznego, jeśli nie duchowego czy quasi-religijnego pierwiastka w malarstwie. Tajemnica, sen, pamięć i wyobraźnia często dominowały w ich sugestywnych płótnach przedstawiających zmierzch i świecący księżyc. Pod tym względem duży wpływ na wielu tonalistów wywarły dzieła pisarzy transcendentalnych jak Ralph Waldo Emerson, a zwłaszcza Henry David Thoreau. George Inness wniósł wyraźnie religijną pasję do swych późnych dzieł tonalistycznych, inspirowanych po części religijną mistyką szwedzkiego naukowca - wizjonera Emanuela Swedenborga, a Ralph Albert Blakelock odwiedzał spirytystyczne środowiska, w których Swedenborg był ceniony. 
W 1901 roku krytyk Sadakichi Hartmann, pisząc o twórczości Dwighta Williama Tryona, zwięźle ujął sedno sprawy, jeśli chodzi o artystyczne aspiracje tonalistów:
Dzieła sztuki powinny mieć wiele wspólnego z ludźmi, powinny posiadać duszę, indywidualność, coś takiego, czego nie można materialnie uchwycić, ale co wytwarza w życzliwym widzu uczucia podobne do tych, które miał artysta w swych twórczych momentach.

## Tonalizm a fotografia piktorialna

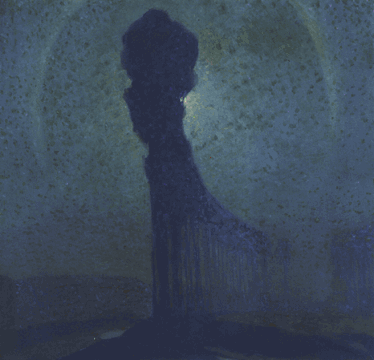
Edward Steichen, Pejzaż z aleją drzew, 1902 (obraz olejny)

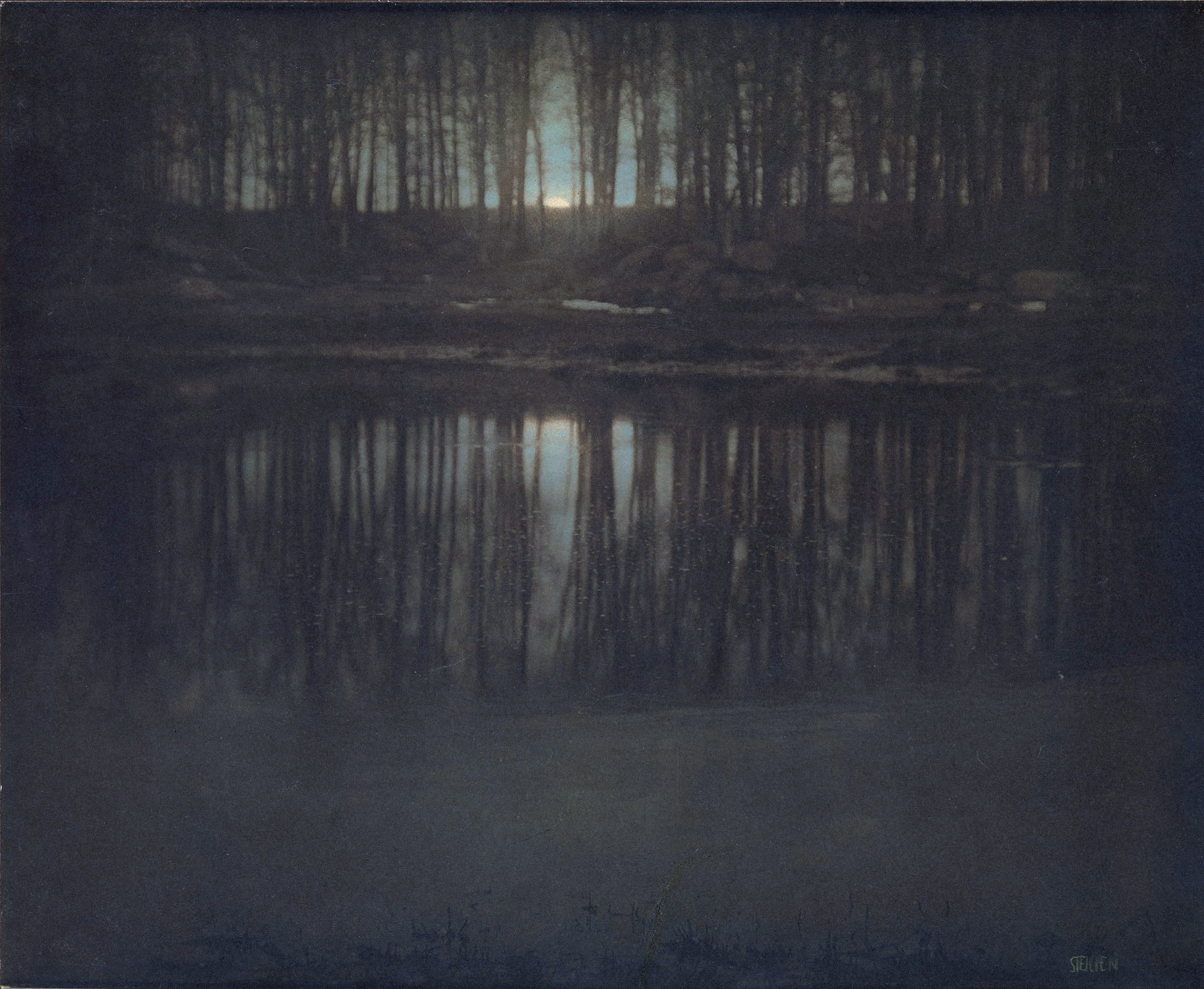
Edward Steichen, 'Staw – światło księżyca (The Pond-Moonlight, 1904 (fotografia piktorialna)

Stosowany powściągliwie w większości dzieł tonalistycznych kolor, czy jego zupełny brak, oraz jego nadnaturalne odniesienia, przemawiał do wyobraźni fotografów przełomu XIX i XX wieku, chcących potwierdzić zasadność fotografii jako poważnej dziedziny sztuki, mogącej wykraczać poza zwykłe dokumentowanie rzeczywistości. Miękkie, stonowane fotografie przedstawicieli amerykańskiego piktorializmu, jak Edward Steichen, Alfred Stieglitz czy Clarence Hudson White, obficie czerpały z estetyki malarzy tonalistycznych.
Edward Steichen w latach swej młodości bardzo interesował się malarstwem adaptując wiele cech malarstwa tonalistycznego oraz fotografii piktorialnej do malowanych przez siebie obrazów. Choć ostatecznie skupił się na fotografii artystycznej, jego obrazy namalowane na początku XX wieku były sugestywne i miały bardzo tonalistyczny charakter. Charakteryzowały się miękkimi konturami, tajemniczymi, sugestywnymi ideami i subtelną tonacją, które to wartości stworzyły podstawę metody twórczej Steichena – zarówno w malarstwie, jak i w jego wczesnych fotografiach. Przykładem tonalizmu w jego malarstwie jest obraz Pejzaż z aleją drzew, jeden z niewielu zachowanych obrazów artysty.